# Albrecht Freiherr von Boeselager
Albrecht Freiherr von Boeselager (Altenahr, Renània-Palatinat, Alemanya, 4 d'octubre de 1949) és un advocat i forestal alemany. Va exercir de Gran Hospitaller de l'Orde Sobirà i Militar de Malta des del 1989 fins al 2014 i des del 2014 com a gran canceller.

## Biografia
Descendent de la família Boeselager, una antiga família noble catòlica alemanya de Magdeburg. El seu pare era Philipp von Boeselager, un oficial de la Wehrmacht que va participar en el Complot del 20 de juliol per assassinar Adolf Hitler el 1944. La seva mare era Rosa Maria von Westphalen zu Fürstenberg. El seu oncle era Georg von Boeselager. Està casat amb Praxedis, la baronessa von und zu Guttenberg, germana d'Enoch Freiherr von und zu Guttenberg, amb qui tingué cinc fills. El banquer Georg Freiherr von Boeselager és el seu germà petit.
Després de graduar-se al jesuïta Aloisius College, a Bonn-Bad Godesberg, va estudiar Dret a la Universitat de Bonn, a la Universitat de Ginebra i a la Universitat de Friburg. Del 1968 al 1970, seguint els passos de bona part de la família Boeselager, va exercir a l'exèrcit i es va retirar com a tinent de les forces de reserva de l'Alemanya de l'Oest. Del 1976 al 1990 va exercir d'advocat i el 1987 va assumir l'explotació agrícola i forestal del seu pare. És l'amo del castell de Kreuzberg a l'Ahr. Com a propietari del bosc local, és el successor del seu pare, el president de l'associació forestal de la seva ciutat natal Ahrweiler.

## Orde de Malta
Boeselager va ser admès a l'Ordre militar sobirana catòlica de Malta el 1976 i va ser elevat a cavaller d'obediència el 1985. Del 1982 al 2015 va ser canceller de l'Associació alemanya de l'Orde. De l'1 de gener del 1982 al 31 de març de 1985 va ser director general i del 14 de gener del 1985 al 30 d'abril de 1990 director honorari del Malteser Hilfsdienst, un servei d'ambulàncies associat a l'orde, a l'arxidiòcesi de Colònia.
A més de la seva tasca al presidi de Malteser Hilfsdienst eV, és membre del Govern de l'Orde a Roma des del 1989, primer com a Gran Hospitaler i, des del 2014, com a Gran Canceller, el rang equivalent de cap de govern o de primer ministre. Després de la seva elecció el 1989, va ser reelegit pel Capítol General el 1994, 1999, 2004 i el 8 de juny de 2009 per a un període de cinc anys. A més, Albrecht von Boeselager és membre del Pontifici Consell per a l'atenció pastoral dels treballadors de la salut des del 1990 i des del 1994 membre del Pontifici Consell Cor Unum. El 31 de maig de 2014, va ser elegit gran canceller de l'orde pel capítol general de Roma.
Boeselagar es trobà al centre d'una controvèrsia sobre el lideratge de l'Ordre de Malta a finals del 2016 i principis del 2017. Després que fos suspès com a gran canceller, per presumpta participació en la distribució de preservatius, a Myanmar a través del Malteser International, el Papa Francesc va intervenir per demanar restituir-lo al càrrec i requerir la dimissió del Gran Mestre de l'Ordre, Matthew Festing.
La reunió del Capítol General a Roma el va confirmar com a Gran Canceller durant cinc anys més el 2019.

## Honors i guardons
- 1989: Gran Creu de l'Orde al Mèrit de la República Italiana
- 1990: Gran Creu de l'Orde de l'Infant Dom Henrique
- 1998: Ordre de la Creu Doble Blanca, 2a classe
- 1999: Decoració d'Honor per a Serveis a la República d'Àustria
- 1999: Ordre del gran duc lituà Gediminas
- 2000: Companys d'honor amb Star Breast de l'Orde Nacional del Mèrit de Malta
- 2009: Gran Creu de l'Orde del Mèrit de la República d'Hongria
- 2010: Gran Creu de l'Orde de Crist de Portugal
- 2012: Gran oficial de l'Estrella de Romania